# Eletti alla Camera dei deputati nelle elezioni politiche italiane del 1992
Questo elenco riporta i nomi dei deputati dell'XI legislatura della Repubblica Italiana dopo le elezioni politiche del 1992:
| Collegio                                      | Lista                                         | Eletto                             |             |
| --------------------------------------------- | --------------------------------------------- | ---------------------------------- | ----------- |
| Torino - Novara - Vercelli                    | Democrazia Cristiana                          | Oscar Luigi Scalfaro               |             |
| Torino - Novara - Vercelli                    | Democrazia Cristiana                          | Vito Bonsignore                    |             |
| Torino - Novara - Vercelli                    | Democrazia Cristiana                          | Silvio Lega                        |             |
| Torino - Novara - Vercelli                    | Democrazia Cristiana                          | Giuseppe Botta                     |             |
| Torino - Novara - Vercelli                    | Democrazia Cristiana                          | Gianfranco Astori                  |             |
| Torino - Novara - Vercelli                    | Democrazia Cristiana                          | Gianfranco Morgando                |             |
| Torino - Novara - Vercelli                    | Democrazia Cristiana                          | Riccardo Sartoris                  |             |
| Torino - Novara - Vercelli                    | Lega Nord                                     | Claudio Pioli                      |             |
| Torino - Novara - Vercelli                    | Lega Nord                                     | Mauro Polli                        |             |
| Torino - Novara - Vercelli                    | Lega Nord                                     | Mario Borghezio                    |             |
| Torino - Novara - Vercelli                    | Lega Nord                                     | Stefano Aimone Prina               |             |
| Torino - Novara - Vercelli                    | Lega Nord                                     | Bruno Matteja                      |             |
| Torino - Novara - Vercelli                    | Lega Nord                                     | Giovanni Airola                    |             |
| Torino - Novara - Vercelli                    | Partito Socialista Italiano                   | Gian Mauro Borsano                 |             |
| Torino - Novara - Vercelli                    | Partito Socialista Italiano                   | Giuseppe La Ganga                  |             |
| Torino - Novara - Vercelli                    | Partito Socialista Italiano                   | Giuseppe Cerutti                   |             |
| Torino - Novara - Vercelli                    | Partito Socialista Italiano                   | Beppe Garesio                      |             |
| Torino - Novara - Vercelli                    | Partito Socialista Italiano                   | Gabriele Salerno                   |             |
| Torino - Novara - Vercelli                    | Partito Democratico della Sinistra            | Gianni Wilmer Ronzani              |             |
| Torino - Novara - Vercelli                    | Partito Democratico della Sinistra            | Livia Turco                        |             |
| Torino - Novara - Vercelli                    | Partito Democratico della Sinistra            | Luciano Violante                   |             |
| Torino - Novara - Vercelli                    | Partito Democratico della Sinistra            | Giovanni Correnti                  |             |
| Torino - Novara - Vercelli                    | Partito Democratico della Sinistra            | Rocco Larizza                      |             |
| Torino - Novara - Vercelli                    | Partito della Rifondazione Comunista          | Giovanni Dolino                    |             |
| Torino - Novara - Vercelli                    | Partito della Rifondazione Comunista          | Maria Grazia Sestero Gianotti      |             |
| Torino - Novara - Vercelli                    | Partito della Rifondazione Comunista          | Angelo Azzolina                    |             |
| Torino - Novara - Vercelli                    | Partito Repubblicano Italiano                 | Danilo Poggiolini                  |             |
| Torino - Novara - Vercelli                    | Partito Repubblicano Italiano                 | Remo Ratto                         |             |
| Torino - Novara - Vercelli                    | Movimento Sociale Italiano - Destra Nazionale | Ugo Martinat                       |             |
| Torino - Novara - Vercelli                    | Movimento Sociale Italiano - Destra Nazionale | Massimo Massano                    |             |
| Torino - Novara - Vercelli                    | Partito Liberale Italiano                     | Valerio Zanone                     |             |
| Torino - Novara - Vercelli                    | Federazione dei Verdi                         | Fulco Pratesi                      |             |
| Torino - Novara - Vercelli                    | La Rete                                       | Diego Novelli                      |             |
| Torino - Novara - Vercelli                    | Lista Pannella                                | Emma Bonino                        |             |
| Torino - Novara - Vercelli                    | Partito Socialista Democratico Italiano       | Maurizio Pagani                    |             |
| Cuneo - Asti - Alessandria                    | Democrazia Cristiana                          | Giovanni Goria                     |             |
| Cuneo - Asti - Alessandria                    | Democrazia Cristiana                          | Giovanna Tealdi                    |             |
| Cuneo - Asti - Alessandria                    | Democrazia Cristiana                          | Renzo Patria                       |             |
| Cuneo - Asti - Alessandria                    | Democrazia Cristiana                          | Teresio Delfino                    |             |
| Cuneo - Asti - Alessandria                    | Lega Nord                                     | Gipo Farassino                     |             |
| Cuneo - Asti - Alessandria                    | Lega Nord                                     | Domenico Comino                    |             |
| Cuneo - Asti - Alessandria                    | Lega Nord                                     | Oreste Rossi                       |             |
| Cuneo - Asti - Alessandria                    | Partito Socialista Italiano                   | Pier Luigi Romita                  |             |
| Cuneo - Asti - Alessandria                    | Partito Socialista Italiano                   | Felice Borgoglio                   |             |
| Cuneo - Asti - Alessandria                    | Partito Democratico della Sinistra            | Massimo Salvadori                  |             |
| Cuneo - Asti - Alessandria                    | Partito Liberale Italiano                     | Raffaele Costa                     |             |
| Cuneo - Asti - Alessandria                    | Partito della Rifondazione Comunista          | Angelo Muzio                       |             |
| Milano - Pavia                                | Lega Nord                                     | Umberto Bossi                      |             |
| Milano - Pavia                                | Lega Nord                                     | Marco Formentini                   |             |
| Milano - Pavia                                | Lega Nord                                     | Maria Cristina Rossi               |             |
| Milano - Pavia                                | Lega Nord                                     | Francesco Formenti                 |             |
| Milano - Pavia                                | Lega Nord                                     | Luigi Negri                        |             |
| Milano - Pavia                                | Lega Nord                                     | Marcello Lazzati                   |             |
| Milano - Pavia                                | Lega Nord                                     | Corrado Peraboni                   |             |
| Milano - Pavia                                | Lega Nord                                     | Irene Pivetti                      |             |
| Milano - Pavia                                | Lega Nord                                     | Giorgio Brambilla                  |             |
| Milano - Pavia                                | Lega Nord                                     | Silvio Magistroni                  |             |
| Milano - Pavia                                | Democrazia Cristiana                          | Roberto Formigoni                  |             |
| Milano - Pavia                                | Democrazia Cristiana                          | Mariapia Garavaglia                |             |
| Milano - Pavia                                | Democrazia Cristiana                          | Luigi Baruffi                      |             |
| Milano - Pavia                                | Democrazia Cristiana                          | Virginio Rognoni                   |             |
| Milano - Pavia                                | Democrazia Cristiana                          | Angelo Mazzola                     |             |
| Milano - Pavia                                | Democrazia Cristiana                          | Carlo Sangalli                     |             |
| Milano - Pavia                                | Democrazia Cristiana                          | Daniela Mazzuconi                  |             |
| Milano - Pavia                                | Democrazia Cristiana                          | Ombretta Fumagalli Carulli         |             |
| Milano - Pavia                                | Democrazia Cristiana                          | Duccio Castellotti                 |             |
| Milano - Pavia                                | Democrazia Cristiana                          | Gianni Rivera                      |             |
| Milano - Pavia                                | Partito Democratico della Sinistra            | Barbara Pollastrini                |             |
| Milano - Pavia                                | Partito Democratico della Sinistra            | Antonio Pizzinato                  |             |
| Milano - Pavia                                | Partito Democratico della Sinistra            | Franco Bassanini                   |             |
| Milano - Pavia                                | Partito Democratico della Sinistra            | Lino Osvaldo Felissari             |             |
| Milano - Pavia                                | Partito Democratico della Sinistra            | Giovanni Cervetti                  |             |
| Milano - Pavia                                | Partito Democratico della Sinistra            | Claudio Petruccioli                |             |
| Milano - Pavia                                | Partito Socialista Italiano                   | Bettino Craxi                      |             |
| Milano - Pavia                                | Partito Socialista Italiano                   | Carlo Tognoli                      |             |
| Milano - Pavia                                | Partito Socialista Italiano                   | Paolo Pillitteri                   |             |
| Milano - Pavia                                | Partito Socialista Italiano                   | Francesco Colucci                  |             |
| Milano - Pavia                                | Partito Socialista Italiano                   | Rossella Artioli                   |             |
| Milano - Pavia                                | Partito Socialista Italiano                   | Renato Massari                     |             |
| Milano - Pavia                                | Partito Socialista Italiano                   | Aldo Aniasi                        |             |
| Milano - Pavia                                | Partito della Rifondazione Comunista          | Tiziana Maiolo                     |             |
| Milano - Pavia                                | Partito della Rifondazione Comunista          | Emilia Calini Canavesi             |             |
| Milano - Pavia                                | Partito della Rifondazione Comunista          | Ramon Mantovani                    |             |
| Milano - Pavia                                | Partito Repubblicano Italiano                 | Giorgio La Malfa                   |             |
| Milano - Pavia                                | Partito Repubblicano Italiano                 | Antonio Del Pennino                |             |
| Milano - Pavia                                | Partito Repubblicano Italiano                 | Gerolamo Pellicanò                 |             |
| Milano - Pavia                                | Movimento Sociale Italiano - Destra Nazionale | Ignazio La Russa                   |             |
| Milano - Pavia                                | Movimento Sociale Italiano - Destra Nazionale | Franco Servello                    |             |
| Milano - Pavia                                | Federazione dei Verdi                         | Gianni Mattioli                    |             |
| Milano - Pavia                                | Federazione dei Verdi                         | Stefano Apuzzo                     |             |
| Milano - Pavia                                | Partito Liberale Italiano                     | Egidio Sterpa                      |             |
| Milano - Pavia                                | La Rete                                       | Nando dalla Chiesa                 |             |
| Milano - Pavia                                | Lista Pannella                                | Marco Taradash                     |             |
| Milano - Pavia                                | Partito Socialista Democratico Italiano       | Enrico Ferri                       |             |
| Como - Sondrio - Varese                       | Lega Nord                                     | Roberto Maroni                     |             |
| Como - Sondrio - Varese                       | Lega Nord                                     | Roberto Castelli                   |             |
| Como - Sondrio - Varese                       | Lega Nord                                     | Fiorello Provera                   |             |
| Como - Sondrio - Varese                       | Lega Nord                                     | Luca Leoni Orsenigo                |             |
| Como - Sondrio - Varese                       | Lega Nord                                     | Gabriele Ostinelli                 |             |
| Como - Sondrio - Varese                       | Lega Nord                                     | Marco Sartori                      |             |
| Como - Sondrio - Varese                       | Democrazia Cristiana                          | Paolo Caccia                       |             |
| Como - Sondrio - Varese                       | Democrazia Cristiana                          | Eugenio Tarabini                   |             |
| Como - Sondrio - Varese                       | Democrazia Cristiana                          | Domenico Galbiati                  |             |
| Como - Sondrio - Varese                       | Democrazia Cristiana                          | Gianfranco Aliverti                |             |
| Como - Sondrio - Varese                       | Democrazia Cristiana                          | Giancarlo Galli                    |             |
| Como - Sondrio - Varese                       | Partito Socialista Italiano                   | Andrea Buffoni                     |             |
| Como - Sondrio - Varese                       | Partito Socialista Italiano                   | Marte Ferrari                      |             |
| Como - Sondrio - Varese                       | Partito Socialista Italiano                   | Pierluigi Polverari                |             |
| Como - Sondrio - Varese                       | Partito Democratico della Sinistra            | Vincenzo Ciabarri                  |             |
| Como - Sondrio - Varese                       | Partito Democratico della Sinistra            | Luigi Mombelli                     |             |
| Como - Sondrio - Varese                       | Partito della Rifondazione Comunista          | Eugenio Melandri                   |             |
| Como - Sondrio - Varese                       | Movimento Sociale Italiano - Destra Nazionale | Alessio Butti                      |             |
| Como - Sondrio - Varese                       | Federazione dei Verdi                         | Edo Ronchi                         |             |
| Brescia - Bergamo                             | Democrazia Cristiana                          | Giovanni Prandini                  |             |
| Brescia - Bergamo                             | Democrazia Cristiana                          | Mariolina Moioli Viganò            |             |
| Brescia - Bergamo                             | Democrazia Cristiana                          | Giancarlo Borra                    |             |
| Brescia - Bergamo                             | Democrazia Cristiana                          | Luciano Gelpi                      |             |
| Brescia - Bergamo                             | Democrazia Cristiana                          | Giacomo Rosini                     |             |
| Brescia - Bergamo                             | Democrazia Cristiana                          | Franco Ferrari                     |             |
| Brescia - Bergamo                             | Democrazia Cristiana                          | Tarcisio Gitti                     |             |
| Brescia - Bergamo                             | Lega Nord                                     | Antonio Magri                      |             |
| Brescia - Bergamo                             | Lega Nord                                     | Vito Gnutti                        |             |
| Brescia - Bergamo                             | Lega Nord                                     | Roberto Calderoli                  |             |
| Brescia - Bergamo                             | Lega Nord                                     | Giulio Arrighini                   |             |
| Brescia - Bergamo                             | Lega Nord                                     | Giovanni Ongaro                    |             |
| Brescia - Bergamo                             | Lega Nord                                     | Silvestro Terzi                    |             |
| Brescia - Bergamo                             | Partito Socialista Italiano                   | Vincenzo Balzamo                   |             |
| Brescia - Bergamo                             | Partito Socialista Italiano                   | Sergio Moroni                      |             |
| Brescia - Bergamo                             | Partito Democratico della Sinistra            | Aldo Rebecchi                      |             |
| Brescia - Bergamo                             | Partito Democratico della Sinistra            | Chicco Testa                       |             |
| Brescia - Bergamo                             | Partito della Rifondazione Comunista          | Giovanni Russo Spena               |             |
| Brescia - Bergamo                             | Movimento Sociale Italiano - Destra Nazionale | Mirko Tremaglia                    |             |
| Brescia - Bergamo                             | Partito Repubblicano Italiano                 | Guglielmo Castagnetti              |             |
| Brescia - Bergamo                             | Federazione dei Verdi                         | Federico Crippa                    |             |
| Mantova - Cremona                             | Democrazia Cristiana                          | Giuseppe Torchio                   |             |
| Mantova - Cremona                             | Democrazia Cristiana                          | Bruno Tabacci                      |             |
| Mantova - Cremona                             | Democrazia Cristiana                          | Mario Perani                       |             |
| Mantova - Cremona                             | Lega Nord                                     | Uber Anghinoni                     |             |
| Mantova - Cremona                             | Lega Nord                                     | Giorgio Conca                      |             |
| Mantova - Cremona                             | Partito Democratico della Sinistra            | Renato Strada                      |             |
| Mantova - Cremona                             | Partito Democratico della Sinistra            | Massimo Chiaventi                  |             |
| Mantova - Cremona                             | Partito Socialista Italiano                   | Claudio Martelli                   |             |
| Mantova - Cremona                             | Partito della Rifondazione Comunista          | Piergiorgio Bergonzi               |             |
| Trento - Bolzano                              | Südtiroler Volkspartei                        | Michl Ebner                        |             |
| Trento - Bolzano                              | Südtiroler Volkspartei                        | Helga Thaler Ausserhofer           |             |
| Trento - Bolzano                              | Südtiroler Volkspartei                        | Hans Widmann                       |             |
| Trento - Bolzano                              | Democrazia Cristiana                          | Luciano Azzolini                   |             |
| Trento - Bolzano                              | Democrazia Cristiana                          | Lucia Fronza Crepaz                |             |
| Trento - Bolzano                              | Democrazia Cristiana                          | Luca Carli                         |             |
| Trento - Bolzano                              | Lega Nord                                     | Elisabetta Bertotti                |             |
| Trento - Bolzano                              | Partito Socialista Italiano                   | Mario Raffaelli                    |             |
| Trento - Bolzano                              | Federazione dei Verdi                         | Marco Boato                        |             |
| Trento - Bolzano                              | La Rete                                       | Carlo Palermo                      |             |
| Verona - Padova - Vicenza - Rovigo            | Democrazia Cristiana                          | Stefano Berni                      |             |
| Verona - Padova - Vicenza - Rovigo            | Democrazia Cristiana                          | Carlo Fracanzani                   |             |
| Verona - Padova - Vicenza - Rovigo            | Democrazia Cristiana                          | Gabriella Zanferrari               |             |
| Verona - Padova - Vicenza - Rovigo            | Democrazia Cristiana                          | Settimo Gottardo                   |             |
| Verona - Padova - Vicenza - Rovigo            | Democrazia Cristiana                          | Amedeo Zampieri                    |             |
| Verona - Padova - Vicenza - Rovigo            | Democrazia Cristiana                          | Mario Dal Castello                 |             |
| Verona - Padova - Vicenza - Rovigo            | Democrazia Cristiana                          | Wilmo Ferrari                      |             |
| Verona - Padova - Vicenza - Rovigo            | Democrazia Cristiana                          | Alberto Rossi                      |             |
| Verona - Padova - Vicenza - Rovigo            | Democrazia Cristiana                          | Giuseppe Saretta                   |             |
| Verona - Padova - Vicenza - Rovigo            | Democrazia Cristiana                          | Gastone Savio                      |             |
| Verona - Padova - Vicenza - Rovigo            | Lega Nord                                     | Franco Rocchetta                   |             |
| Verona - Padova - Vicenza - Rovigo            | Lega Nord                                     | Mauro Bonato                       |             |
| Verona - Padova - Vicenza - Rovigo            | Lega Nord                                     | Antonio Magnabosco                 |             |
| Verona - Padova - Vicenza - Rovigo            | Lega Nord                                     | Mariella Mazzetto                  |             |
| Verona - Padova - Vicenza - Rovigo            | Lega Nord                                     | Enzo Flego                         |             |
| Verona - Padova - Vicenza - Rovigo            | Partito Socialista Italiano                   | Angelo Gaetano Cresco              |             |
| Verona - Padova - Vicenza - Rovigo            | Partito Socialista Italiano                   | Antonio Testa                      |             |
| Verona - Padova - Vicenza - Rovigo            | Partito Socialista Italiano                   | Laura Fincato                      |             |
| Verona - Padova - Vicenza - Rovigo            | Partito Democratico della Sinistra            | Lalla Trupia                       |             |
| Verona - Padova - Vicenza - Rovigo            | Partito Democratico della Sinistra            | Franco Longo                       |             |
| Verona - Padova - Vicenza - Rovigo            | Partito Democratico della Sinistra            | Elisabetta Di Prisco               |             |
| Verona - Padova - Vicenza - Rovigo            | Lega Autonomia Veneta                         | Mario Rigo                         |             |
| Verona - Padova - Vicenza - Rovigo            | Partito Repubblicano Italiano                 | Adolfo Battaglia                   |             |
| Verona - Padova - Vicenza - Rovigo            | Movimento Sociale Italiano - Destra Nazionale | Nicola Pasetto                     |             |
| Verona - Padova - Vicenza - Rovigo            | Partito della Rifondazione Comunista          | Severino Galante                   |             |
| Verona - Padova - Vicenza - Rovigo            | Federazione dei Verdi                         | Francesco Giuliari                 |             |
| Verona - Padova - Vicenza - Rovigo            | Partito Liberale Italiano                     | Alessandro Dalla Via               |             |
| Verona - Padova - Vicenza - Rovigo            | La Rete                                       | Paolo Bertezzolo                   |             |
| Venezia - Treviso                             | Democrazia Cristiana                          | Piergiovanni Malvestio             |             |
| Venezia - Treviso                             | Democrazia Cristiana                          | Lino Armellin                      |             |
| Venezia - Treviso                             | Democrazia Cristiana                          | Bruno Zambon                       |             |
| Venezia - Treviso                             | Democrazia Cristiana                          | Mario Frasson                      |             |
| Venezia - Treviso                             | Democrazia Cristiana                          | Antonio Cancian                    |             |
| Venezia - Treviso                             | Lega Nord                                     | Fabio Padovan                      |             |
| Venezia - Treviso                             | Lega Nord                                     | Mauro Michielon                    |             |
| Venezia - Treviso                             | Lega Nord                                     | Giovanni Meo Zilio                 |             |
| Venezia - Treviso                             | Partito Democratico della Sinistra            | Adriana Vigneri                    |             |
| Venezia - Treviso                             | Partito Democratico della Sinistra            | Giovanni Pellicani                 |             |
| Venezia - Treviso                             | Partito Socialista Italiano                   | Gianni De Michelis                 |             |
| Venezia - Treviso                             | Partito Socialista Italiano                   | Maurizio Sacconi                   |             |
| Venezia - Treviso                             | Partito della Rifondazione Comunista          | Martino Dorigo                     |             |
| Venezia - Treviso                             | Partito Repubblicano Italiano                 | Alfredo Bianchini                  |             |
| Venezia - Treviso                             | Federazione dei Verdi                         | Gianfranco Bettin                  |             |
| Udine - Belluno - Gorizia - Pordenone         | Democrazia Cristiana                          | Adriano Biasutti                   |             |
| Udine - Belluno - Gorizia - Pordenone         | Democrazia Cristiana                          | Giorgio Santuz                     |             |
| Udine - Belluno - Gorizia - Pordenone         | Democrazia Cristiana                          | Michelangelo Agrusti               |             |
| Udine - Belluno - Gorizia - Pordenone         | Democrazia Cristiana                          | Danilo Bertoli                     |             |
| Udine - Belluno - Gorizia - Pordenone         | Lega Nord                                     | Roberto Visentin                   |             |
| Udine - Belluno - Gorizia - Pordenone         | Lega Nord                                     | Paolo Bampo                        |             |
| Udine - Belluno - Gorizia - Pordenone         | Lega Nord                                     | Roberto Asquini                    |             |
| Udine - Belluno - Gorizia - Pordenone         | Partito Socialista Italiano                   | Roberta Breda                      |             |
| Udine - Belluno - Gorizia - Pordenone         | Partito Socialista Italiano                   | Aldo Renzulli                      |             |
| Udine - Belluno - Gorizia - Pordenone         | Partito Democratico della Sinistra            | Isaia Gasparotto                   |             |
| Udine - Belluno - Gorizia - Pordenone         | Movimento Sociale Italiano - Destra Nazionale | Gastone Parigi                     |             |
| Udine - Belluno - Gorizia - Pordenone         | Partito Socialista Democratico Italiano       | Paolo De Paoli                     |             |
| Genova - Imperia - La Spezia - Savona         | Democrazia Cristiana                          | Luigi Grillo                       |             |
| Genova - Imperia - La Spezia - Savona         | Democrazia Cristiana                          | Manfredo Manfredi                  |             |
| Genova - Imperia - La Spezia - Savona         | Democrazia Cristiana                          | Luciano Faraguti                   |             |
| Genova - Imperia - La Spezia - Savona         | Democrazia Cristiana                          | Giacomo Gualco                     |             |
| Genova - Imperia - La Spezia - Savona         | Democrazia Cristiana                          | Pietro Zoppi                       |             |
| Genova - Imperia - La Spezia - Savona         | Partito Democratico della Sinistra            | Giacomo Tortorella                 |             |
| Genova - Imperia - La Spezia - Savona         | Partito Democratico della Sinistra            | Maura Camoirano                    |             |
| Genova - Imperia - La Spezia - Savona         | Partito Democratico della Sinistra            | Carlo Rognoni                      |             |
| Genova - Imperia - La Spezia - Savona         | Partito Democratico della Sinistra            | Luigi Castagnola                   |             |
| Genova - Imperia - La Spezia - Savona         | Lega Nord                                     | Sergio Castellaneta                |             |
| Genova - Imperia - La Spezia - Savona         | Lega Nord                                     | Maurizio Balocchi                  |             |
| Genova - Imperia - La Spezia - Savona         | Lega Nord                                     | Fede Latronico                     |             |
| Genova - Imperia - La Spezia - Savona         | Partito Socialista Italiano                   | Ugo Intini                         |             |
| Genova - Imperia - La Spezia - Savona         | Partito Socialista Italiano                   | Mauro Sanguineti                   |             |
| Genova - Imperia - La Spezia - Savona         | Partito della Rifondazione Comunista          | Marida Bolognesi                   |             |
| Genova - Imperia - La Spezia - Savona         | Partito Repubblicano Italiano                 | Giorgio Bogi                       |             |
| Genova - Imperia - La Spezia - Savona         | Movimento Sociale Italiano - Destra Nazionale | Francesco Marenco                  |             |
| Genova - Imperia - La Spezia - Savona         | Federazione dei Verdi                         | Lino De Benetti                    |             |
| Genova - Imperia - La Spezia - Savona         | Partito Liberale Italiano                     | Alfredo Biondi                     |             |
| Bologna - Ferrara - Ravenna - Forlì           | Partito Democratico della Sinistra            | Alfredo Zagatti                    |             |
| Bologna - Ferrara - Ravenna - Forlì           | Partito Democratico della Sinistra            | Giordano Angelini                  |             |
| Bologna - Ferrara - Ravenna - Forlì           | Partito Democratico della Sinistra            | Ennio Grassi                       |             |
| Bologna - Ferrara - Ravenna - Forlì           | Partito Democratico della Sinistra            | Nadia Masini                       |             |
| Bologna - Ferrara - Ravenna - Forlì           | Partito Democratico della Sinistra            | Bruno Solaroli                     |             |
| Bologna - Ferrara - Ravenna - Forlì           | Partito Democratico della Sinistra            | Gianna Serra                       |             |
| Bologna - Ferrara - Ravenna - Forlì           | Partito Democratico della Sinistra            | Augusto Antonio Barbera            |             |
| Bologna - Ferrara - Ravenna - Forlì           | Partito Democratico della Sinistra            | Davide Visani                      |             |
| Bologna - Ferrara - Ravenna - Forlì           | Partito Democratico della Sinistra            | Giorgio Ghezzi                     |             |
| Bologna - Ferrara - Ravenna - Forlì           | Democrazia Cristiana                          | Pier Ferdinando Casini             |             |
| Bologna - Ferrara - Ravenna - Forlì           | Democrazia Cristiana                          | Nino Cristofori                    |             |
| Bologna - Ferrara - Ravenna - Forlì           | Democrazia Cristiana                          | Nicola Sanese                      |             |
| Bologna - Ferrara - Ravenna - Forlì           | Democrazia Cristiana                          | Roberto Pinza                      |             |
| Bologna - Ferrara - Ravenna - Forlì           | Democrazia Cristiana                          | Romano Baccarini                   |             |
| Bologna - Ferrara - Ravenna - Forlì           | Partito Socialista Italiano                   | Paolo Babbini                      |             |
| Bologna - Ferrara - Ravenna - Forlì           | Partito Socialista Italiano                   | Franco Piro                        |             |
| Bologna - Ferrara - Ravenna - Forlì           | Partito Socialista Italiano                   | Giuseppe Albertini                 |             |
| Bologna - Ferrara - Ravenna - Forlì           | Partito Repubblicano Italiano                 | Stelio De Carolis                  |             |
| Bologna - Ferrara - Ravenna - Forlì           | Partito Repubblicano Italiano                 | Gianni Ravaglia                    |             |
| Bologna - Ferrara - Ravenna - Forlì           | Lega Nord                                     | Luigi Rossi                        |             |
| Bologna - Ferrara - Ravenna - Forlì           | Lega Nord                                     | Corrado Metri                      |             |
| Bologna - Ferrara - Ravenna - Forlì           | Partito della Rifondazione Comunista          | Ugo Boghetta                       |             |
| Bologna - Ferrara - Ravenna - Forlì           | Movimento Sociale Italiano - Destra Nazionale | Filippo Berselli                   |             |
| Bologna - Ferrara - Ravenna - Forlì           | Federazione dei Verdi                         | Sauro Turroni                      |             |
| Bologna - Ferrara - Ravenna - Forlì           | Partito Liberale Italiano                     | Antonio Patuelli                   |             |
| Bologna - Ferrara - Ravenna - Forlì           | Lista Pannella                                | Roberto Cicciomessere              |             |
| Bologna - Ferrara - Ravenna - Forlì           | Parma - Modena - Piacenza - Reggio Emilia     | Partito Democratico della Sinistra | Nilde Iotti |
| Alfonsina Rinaldi                             | Parma - Modena - Piacenza - Reggio Emilia     | Partito Democratico della Sinistra |             |
| Elena Montecchi                               | Parma - Modena - Piacenza - Reggio Emilia     | Partito Democratico della Sinistra |             |
| Lanfranco Turci                               | Parma - Modena - Piacenza - Reggio Emilia     | Partito Democratico della Sinistra |             |
| Renato Grilli                                 | Parma - Modena - Piacenza - Reggio Emilia     | Partito Democratico della Sinistra |             |
| Rocco Caccavari                               | Parma - Modena - Piacenza - Reggio Emilia     | Partito Democratico della Sinistra |             |
| Democrazia Cristiana                          | Parma - Modena - Piacenza - Reggio Emilia     | Pierluigi Castagnetti              |             |
| Democrazia Cristiana                          | Parma - Modena - Piacenza - Reggio Emilia     | Maurizio Paladini                  |             |
| Democrazia Cristiana                          | Parma - Modena - Piacenza - Reggio Emilia     | Andrea Borri                       |             |
| Democrazia Cristiana                          | Parma - Modena - Piacenza - Reggio Emilia     | Carlo Giovanardi                   |             |
| Lega Nord                                     | Parma - Modena - Piacenza - Reggio Emilia     | Fabio Dosi                         |             |
| Lega Nord                                     | Parma - Modena - Piacenza - Reggio Emilia     | Claudio Frontini                   |             |
| Lega Nord                                     | Parma - Modena - Piacenza - Reggio Emilia     | Pierluigi Petrini                  |             |
| Partito Socialista Italiano                   | Parma - Modena - Piacenza - Reggio Emilia     | Mauro Del Bue                      |             |
| Partito Socialista Italiano                   | Parma - Modena - Piacenza - Reggio Emilia     | Giulio Ferrarini                   |             |
| Partito della Rifondazione Comunista          | Parma - Modena - Piacenza - Reggio Emilia     | Renato Albertini                   |             |
| Partito Repubblicano Italiano                 | Parma - Modena - Piacenza - Reggio Emilia     | Augusto Rizzi                      |             |
| Movimento Sociale Italiano - Destra Nazionale | Parma - Modena - Piacenza - Reggio Emilia     | Carlo Tassi                        |             |
| Firenze - Pistoia                             | Partito Democratico della Sinistra            | Stefano Rodotà                     |             |
| Firenze - Pistoia                             | Partito Democratico della Sinistra            | Graziano Cioni                     |             |
| Firenze - Pistoia                             | Partito Democratico della Sinistra            | Mauro Vannoni                      |             |
| Firenze - Pistoia                             | Partito Democratico della Sinistra            | Vassili Campatelli                 |             |
| Firenze - Pistoia                             | Partito Democratico della Sinistra            | Renzo Innocenti                    |             |
| Firenze - Pistoia                             | Partito Democratico della Sinistra            | Galileo Guidi                      |             |
| Firenze - Pistoia                             | Democrazia Cristiana                          | Tommaso Bisagno                    |             |
| Firenze - Pistoia                             | Democrazia Cristiana                          | Carlo Casini                       |             |
| Firenze - Pistoia                             | Democrazia Cristiana                          | Giuseppe Matulli                   |             |
| Firenze - Pistoia                             | Democrazia Cristiana                          | Raffaele Tiscar                    |             |
| Firenze - Pistoia                             | Partito Socialista Italiano                   | Valdo Spini                        |             |
| Firenze - Pistoia                             | Partito Socialista Italiano                   | Riccardo Nencini                   |             |
| Firenze - Pistoia                             | Partito della Rifondazione Comunista          | Antonio Fischetti                  |             |
| Firenze - Pistoia                             | Partito della Rifondazione Comunista          | Giovanni Bacciardi                 |             |
| Firenze - Pistoia                             | Partito Repubblicano Italiano                 | Stefano Passigli                   |             |
| Firenze - Pistoia                             | Movimento Sociale Italiano - Destra Nazionale | Marco Cellai                       |             |
| Firenze - Pistoia                             | Lega Nord                                     | Riccardo Fragassi                  |             |
| Pisa - Livorno - Lucca - Massa-Carrara        | Partito Democratico della Sinistra            | Anna Maria Biricotti               |             |
| Pisa - Livorno - Lucca - Massa-Carrara        | Partito Democratico della Sinistra            | Fabio Mussi                        |             |
| Pisa - Livorno - Lucca - Massa-Carrara        | Partito Democratico della Sinistra            | Salvatore Senese                   |             |
| Pisa - Livorno - Lucca - Massa-Carrara        | Partito Democratico della Sinistra            | Fabio Evangelisti                  |             |
| Pisa - Livorno - Lucca - Massa-Carrara        | Democrazia Cristiana                          | Mario Angelini                     |             |
| Pisa - Livorno - Lucca - Massa-Carrara        | Democrazia Cristiana                          | Pino Lucchesi                      |             |
| Pisa - Livorno - Lucca - Massa-Carrara        | Democrazia Cristiana                          | Mario Biasci                       |             |
| Pisa - Livorno - Lucca - Massa-Carrara        | Democrazia Cristiana                          | Giuseppe Bicocchi                  |             |
| Pisa - Livorno - Lucca - Massa-Carrara        | Partito Socialista Italiano                   | Giacomo Maccheroni                 |             |
| Pisa - Livorno - Lucca - Massa-Carrara        | Partito Socialista Italiano                   | Silvano Labriola                   |             |
| Pisa - Livorno - Lucca - Massa-Carrara        | Partito della Rifondazione Comunista          | Edda Fagni                         |             |
| Pisa - Livorno - Lucca - Massa-Carrara        | Movimento Sociale Italiano - Destra Nazionale | Altero Matteoli                    |             |
| Pisa - Livorno - Lucca - Massa-Carrara        | Partito Repubblicano Italiano                 | Roberto Paggini                    |             |
| Pisa - Livorno - Lucca - Massa-Carrara        | Lega Nord                                     | Gianmarco Mancini                  |             |
| Pisa - Livorno - Lucca - Massa-Carrara        | Partito Liberale Italiano                     | Andrea Marcucci                    |             |
| Pisa - Livorno - Lucca - Massa-Carrara        | Federazione dei Verdi                         | Mauro Paissan                      |             |
| Siena - Arezzo - Grosseto                     | Partito Democratico della Sinistra            | Anna Maria Serafini                |             |
| Siena - Arezzo - Grosseto                     | Partito Democratico della Sinistra            | Flavio Tattarini                   |             |
| Siena - Arezzo - Grosseto                     | Partito Democratico della Sinistra            | Vasco Giannotti                    |             |
| Siena - Arezzo - Grosseto                     | Democrazia Cristiana                          | Hubert Corsi                       |             |
| Siena - Arezzo - Grosseto                     | Democrazia Cristiana                          | Enzo Balocchi                      |             |
| Siena - Arezzo - Grosseto                     | Partito Socialista Italiano                   | Giuliano Amato                     |             |
| Siena - Arezzo - Grosseto                     | Partito della Rifondazione Comunista          | Nedo Barzanti                      |             |
| Ancona - Pesaro - Macerata - Ascoli Piceno    | Democrazia Cristiana                          | Arnaldo Forlani                    |             |
| Ancona - Pesaro - Macerata - Ascoli Piceno    | Democrazia Cristiana                          | Franco Foschi                      |             |
| Ancona - Pesaro - Macerata - Ascoli Piceno    | Democrazia Cristiana                          | Adriano Ciaffi                     |             |
| Ancona - Pesaro - Macerata - Ascoli Piceno    | Democrazia Cristiana                          | Luigi Rinaldi                      |             |
| Ancona - Pesaro - Macerata - Ascoli Piceno    | Democrazia Cristiana                          | Giuliano Silvestri                 |             |
| Ancona - Pesaro - Macerata - Ascoli Piceno    | Democrazia Cristiana                          | Giuseppe Fortunato                 |             |
| Ancona - Pesaro - Macerata - Ascoli Piceno    | Partito Democratico della Sinistra            | Claudia Mancina                    |             |
| Ancona - Pesaro - Macerata - Ascoli Piceno    | Partito Democratico della Sinistra            | Valerio Calzolaio                  |             |
| Ancona - Pesaro - Macerata - Ascoli Piceno    | Partito Democratico della Sinistra            | Silvio Mantovani                   |             |
| Ancona - Pesaro - Macerata - Ascoli Piceno    | Partito Democratico della Sinistra            | Fabrizio Cesetti                   |             |
| Ancona - Pesaro - Macerata - Ascoli Piceno    | Partito Socialista Italiano                   | Angelo Tiraboschi                  |             |
| Ancona - Pesaro - Macerata - Ascoli Piceno    | Partito Socialista Italiano                   | Franco Trappoli                    |             |
| Ancona - Pesaro - Macerata - Ascoli Piceno    | Partito della Rifondazione Comunista          | Paolo Volponi                      |             |
| Ancona - Pesaro - Macerata - Ascoli Piceno    | Movimento Sociale Italiano - Destra Nazionale | Giulio Conti                       |             |
| Ancona - Pesaro - Macerata - Ascoli Piceno    | Federazione dei Verdi                         | Maurizio Pieroni                   |             |
| Perugia - Terni - Rieti                       | Partito Democratico della Sinistra            | Valter Veltroni                    |             |
| Perugia - Terni - Rieti                       | Partito Democratico della Sinistra            | Maria Rita Lorenzetti              |             |
| Perugia - Terni - Rieti                       | Partito Democratico della Sinistra            | Luciano Costantini                 |             |
| Perugia - Terni - Rieti                       | Partito Democratico della Sinistra            | Germano Marri                      |             |
| Perugia - Terni - Rieti                       | Democrazia Cristiana                          | Franco Ciliberti                   |             |
| Perugia - Terni - Rieti                       | Democrazia Cristiana                          | Maurizio Giraldi                   |             |
| Perugia - Terni - Rieti                       | Democrazia Cristiana                          | Giovanni Paciullo                  |             |
| Perugia - Terni - Rieti                       | Partito Socialista Italiano                   | Enrico Manca                       |             |
| Perugia - Terni - Rieti                       | Partito Socialista Italiano                   | Giuliano Cellini                   |             |
| Perugia - Terni - Rieti                       | Partito della Rifondazione Comunista          | Luciana Castellina                 |             |
| Perugia - Terni - Rieti                       | Movimento Sociale Italiano - Destra Nazionale | Guglielmo Rositani                 |             |
| Roma - Viterbo - Latina - Frosinone           | Democrazia Cristiana                          | Franco Marini                      |             |
| Roma - Viterbo - Latina - Frosinone           | Democrazia Cristiana                          | Vittorio Sbardella                 |             |
| Roma - Viterbo - Latina - Frosinone           | Democrazia Cristiana                          | Cesare Cursi                       |             |
| Roma - Viterbo - Latina - Frosinone           | Democrazia Cristiana                          | Marco Ravaglioli                   |             |
| Roma - Viterbo - Latina - Frosinone           | Democrazia Cristiana                          | Paolo Tuffi                        |             |
| Roma - Viterbo - Latina - Frosinone           | Democrazia Cristiana                          | Franco Fausti                      |             |
| Roma - Viterbo - Latina - Frosinone           | Democrazia Cristiana                          | Elio Mensurati                     |             |
| Roma - Viterbo - Latina - Frosinone           | Democrazia Cristiana                          | Francesco D'Onofrio                |             |
| Roma - Viterbo - Latina - Frosinone           | Democrazia Cristiana                          | Publio Fiori                       |             |
| Roma - Viterbo - Latina - Frosinone           | Democrazia Cristiana                          | Fabrizio Abbate                    |             |
| Roma - Viterbo - Latina - Frosinone           | Democrazia Cristiana                          | Silvia Costa                       |             |
| Roma - Viterbo - Latina - Frosinone           | Democrazia Cristiana                          | Lino Diana                         |             |
| Roma - Viterbo - Latina - Frosinone           | Democrazia Cristiana                          | Clemente Carta                     |             |
| Roma - Viterbo - Latina - Frosinone           | Democrazia Cristiana                          | Gabriele Mori                      |             |
| Roma - Viterbo - Latina - Frosinone           | Democrazia Cristiana                          | Francesco Bruni                    |             |
| Roma - Viterbo - Latina - Frosinone           | Democrazia Cristiana                          | Alberto Michelini                  |             |
| Roma - Viterbo - Latina - Frosinone           | Democrazia Cristiana                          | Rodolfo Carelli                    |             |
| Roma - Viterbo - Latina - Frosinone           | Partito Democratico della Sinistra            | Achille Occhetto                   |             |
| Roma - Viterbo - Latina - Frosinone           | Partito Democratico della Sinistra            | Chiara Ingrao                      |             |
| Roma - Viterbo - Latina - Frosinone           | Partito Democratico della Sinistra            | Renato Nicolini                    |             |
| Roma - Viterbo - Latina - Frosinone           | Partito Democratico della Sinistra            | Maria Antonietta Sartori           |             |
| Roma - Viterbo - Latina - Frosinone           | Partito Democratico della Sinistra            | Carole Beebe Tarantelli            |             |
| Roma - Viterbo - Latina - Frosinone           | Partito Democratico della Sinistra            | Giuseppe Alveti                    |             |
| Roma - Viterbo - Latina - Frosinone           | Partito Democratico della Sinistra            | Angelo Fredda                      |             |
| Roma - Viterbo - Latina - Frosinone           | Partito Democratico della Sinistra            | Vincenzo Recchia                   |             |
| Roma - Viterbo - Latina - Frosinone           | Partito Democratico della Sinistra            | Quarto Trabacchini                 |             |
| Roma - Viterbo - Latina - Frosinone           | Partito Socialista Italiano                   | Paris Dell'Unto                    |             |
| Roma - Viterbo - Latina - Frosinone           | Partito Socialista Italiano                   | Raffaele Rotiroti                  |             |
| Roma - Viterbo - Latina - Frosinone           | Partito Socialista Italiano                   | Nino Marianetti                    |             |
| Roma - Viterbo - Latina - Frosinone           | Partito Socialista Italiano                   | Bruno Landi                        |             |
| Roma - Viterbo - Latina - Frosinone           | Partito Socialista Italiano                   | Antonio Ruberti                    |             |
| Roma - Viterbo - Latina - Frosinone           | Partito Socialista Italiano                   | Gabriele Piermartini               |             |
| Roma - Viterbo - Latina - Frosinone           | Partito Socialista Italiano                   | Rosa Filippini                     |             |
| Roma - Viterbo - Latina - Frosinone           | Movimento Sociale Italiano - Destra Nazionale | Gianfranco Fini                    |             |
| Roma - Viterbo - Latina - Frosinone           | Movimento Sociale Italiano - Destra Nazionale | Teodoro Buontempo                  |             |
| Roma - Viterbo - Latina - Frosinone           | Movimento Sociale Italiano - Destra Nazionale | Maurizio Gasparri                  |             |
| Roma - Viterbo - Latina - Frosinone           | Movimento Sociale Italiano - Destra Nazionale | Giulio Maceratini                  |             |
| Roma - Viterbo - Latina - Frosinone           | Movimento Sociale Italiano - Destra Nazionale | Giulio Caradonna                   |             |
| Roma - Viterbo - Latina - Frosinone           | Partito della Rifondazione Comunista          | Sergio Garavini                    |             |
| Roma - Viterbo - Latina - Frosinone           | Partito della Rifondazione Comunista          | Lucio Manisco                      |             |
| Roma - Viterbo - Latina - Frosinone           | Partito della Rifondazione Comunista          | Famiano Crucianelli                |             |
| Roma - Viterbo - Latina - Frosinone           | Partito Repubblicano Italiano                 | Oscar Mammì                        |             |
| Roma - Viterbo - Latina - Frosinone           | Partito Repubblicano Italiano                 | Mauro Dutto                        |             |
| Roma - Viterbo - Latina - Frosinone           | Partito Repubblicano Italiano                 | Enrico Modigliani                  |             |
| Roma - Viterbo - Latina - Frosinone           | Partito Socialista Democratico Italiano       | Robinio Costi                      |             |
| Roma - Viterbo - Latina - Frosinone           | Partito Socialista Democratico Italiano       | Antonio Pappalardo                 |             |
| Roma - Viterbo - Latina - Frosinone           | Federazione dei Verdi                         | Francesco Rutelli                  |             |
| Roma - Viterbo - Latina - Frosinone           | Federazione dei Verdi                         | Massimo Scalia                     |             |
| Roma - Viterbo - Latina - Frosinone           | Partito Liberale Italiano                     | Renato Altissimo                   |             |
| Roma - Viterbo - Latina - Frosinone           | Partito Liberale Italiano                     | Paolo Battistuzzi                  |             |
| Roma - Viterbo - Latina - Frosinone           | Lista Pannella                                | Marco Pannella                     |             |
| Roma - Viterbo - Latina - Frosinone           | Lista Pannella                                | Giovanni Guido Elsner              |             |
| Roma - Viterbo - Latina - Frosinone           | La Rete                                       | Laura Giuntella                    |             |
| L'Aquila - Pescara - Chieti - Teramo          | Democrazia Cristiana                          | Remo Gaspari                       |             |
| L'Aquila - Pescara - Chieti - Teramo          | Democrazia Cristiana                          | Romeo Ricciuti                     |             |
| L'Aquila - Pescara - Chieti - Teramo          | Democrazia Cristiana                          | Anna Nenna D'Antonio               |             |
| L'Aquila - Pescara - Chieti - Teramo          | Democrazia Cristiana                          | Giovanni Polidoro                  |             |
| L'Aquila - Pescara - Chieti - Teramo          | Democrazia Cristiana                          | Antonio Tancredi                   |             |
| L'Aquila - Pescara - Chieti - Teramo          | Democrazia Cristiana                          | Ferdinando Margutti                |             |
| L'Aquila - Pescara - Chieti - Teramo          | Partito Democratico della Sinistra            | Gianni Melilla                     |             |
| L'Aquila - Pescara - Chieti - Teramo          | Partito Democratico della Sinistra            | Giovanni Di Pietro                 |             |
| L'Aquila - Pescara - Chieti - Teramo          | Partito Democratico della Sinistra            | Angelo Staniscia                   |             |
| L'Aquila - Pescara - Chieti - Teramo          | Partito Socialista Italiano                   | Domenico Susi                      |             |
| L'Aquila - Pescara - Chieti - Teramo          | Partito Socialista Italiano                   | Piergiuseppe D'Andreamatteo        |             |
| L'Aquila - Pescara - Chieti - Teramo          | Movimento Sociale Italiano - Destra Nazionale | Nino Sospiri                       |             |
| L'Aquila - Pescara - Chieti - Teramo          | Partito della Rifondazione Comunista          | Lucio Magri                        |             |
| L'Aquila - Pescara - Chieti - Teramo          | Partito Socialista Democratico Italiano       | Romano Ferrauto                    |             |
| L'Aquila - Pescara - Chieti - Teramo          | Partito Liberale Italiano                     | Romano Scarfagna                   |             |
| L'Aquila - Pescara - Chieti - Teramo          | Lista Pannella                                | Pio Rapagnà                        |             |
| Campobasso - Isernia                          | Democrazia Cristiana                          | Fernando Di Laura Frattura         |             |
| Campobasso - Isernia                          | Democrazia Cristiana                          | Florindo D'Aimmo                   |             |
| Campobasso - Isernia                          | Democrazia Cristiana                          | Girolamo La Penna                  |             |
| Campobasso - Isernia                          | Partito Socialista Italiano                   | Angelino Sollazzo                  |             |
| Campobasso - Isernia                          | Partito Democratico della Sinistra            | Edilio Petrocelli                  |             |
| Napoli - Caserta                              | Democrazia Cristiana                          | Alfredo Vito                       |             |
| Napoli - Caserta                              | Democrazia Cristiana                          | Vincenzo Scotti                    |             |
| Napoli - Caserta                              | Democrazia Cristiana                          | Paolo Cirino Pomicino              |             |
| Napoli - Caserta                              | Democrazia Cristiana                          | Raffaele Russo                     |             |
| Napoli - Caserta                              | Democrazia Cristiana                          | Giuseppe Santonastaso              |             |
| Napoli - Caserta                              | Democrazia Cristiana                          | Ugo Grippo                         |             |
| Napoli - Caserta                              | Democrazia Cristiana                          | Carmine Mensorio                   |             |
| Napoli - Caserta                              | Democrazia Cristiana                          | Salvatore Varriale                 |             |
| Napoli - Caserta                              | Democrazia Cristiana                          | Michele Viscardi                   |             |
| Napoli - Caserta                              | Democrazia Cristiana                          | Giovanni Alterio                   |             |
| Napoli - Caserta                              | Democrazia Cristiana                          | Francesco Polizio                  |             |
| Napoli - Caserta                              | Democrazia Cristiana                          | Francesco Paolo Iannuzzi           |             |
| Napoli - Caserta                              | Democrazia Cristiana                          | Vincenzo Mancini                   |             |
| Napoli - Caserta                              | Democrazia Cristiana                          | Pietro Mastranzo                   |             |
| Napoli - Caserta                              | Democrazia Cristiana                          | Tiberio Cecere                     |             |
| Napoli - Caserta                              | Democrazia Cristiana                          | Antonio Iodice                     |             |
| Napoli - Caserta                              | Democrazia Cristiana                          | Tancredi Cimmino                   |             |
| Napoli - Caserta                              | Democrazia Cristiana                          | Gaetano Vairo                      |             |
| Napoli - Caserta                              | Partito Socialista Italiano                   | Giulio Di Donato                   |             |
| Napoli - Caserta                              | Partito Socialista Italiano                   | Giuseppe Demitry                   |             |
| Napoli - Caserta                              | Partito Socialista Italiano                   | Felice Iossa                       |             |
| Napoli - Caserta                              | Partito Socialista Italiano                   | Stefano Caldoro                    |             |
| Napoli - Caserta                              | Partito Socialista Italiano                   | Carlo D'Amato                      |             |
| Napoli - Caserta                              | Partito Socialista Italiano                   | Salvatore Abbruzzese               |             |
| Napoli - Caserta                              | Partito Socialista Italiano                   | Raffaele Mastrantuono              |             |
| Napoli - Caserta                              | Partito Socialista Italiano                   | Luigi Lucarelli                    |             |
| Napoli - Caserta                              | Partito Democratico della Sinistra            | Giorgio Napolitano                 |             |
| Napoli - Caserta                              | Partito Democratico della Sinistra            | Berardino Impegno                  |             |
| Napoli - Caserta                              | Partito Democratico della Sinistra            | Ferdinando Imposimato              |             |
| Napoli - Caserta                              | Partito Democratico della Sinistra            | Salvatore Vozza                    |             |
| Napoli - Caserta                              | Partito Democratico della Sinistra            | Antonio Bassolino                  |             |
| Napoli - Caserta                              | Partito Democratico della Sinistra            | Eugenio Jannelli                   |             |
| Napoli - Caserta                              | Movimento Sociale Italiano - Destra Nazionale | Alessandra Mussolini               |             |
| Napoli - Caserta                              | Movimento Sociale Italiano - Destra Nazionale | Massimo Abbatangelo                |             |
| Napoli - Caserta                              | Movimento Sociale Italiano - Destra Nazionale | Antonio Parlato                    |             |
| Napoli - Caserta                              | Partito della Rifondazione Comunista          | Luigi Marino                       |             |
| Napoli - Caserta                              | Partito della Rifondazione Comunista          | Antonio Carcarino                  |             |
| Napoli - Caserta                              | Partito Liberale Italiano                     | Francesco De Lorenzo               |             |
| Napoli - Caserta                              | Partito Liberale Italiano                     | Alfonso Martucci                   |             |
| Napoli - Caserta                              | Partito Socialista Democratico Italiano       | Antonio Ciampaglia                 |             |
| Napoli - Caserta                              | Partito Repubblicano Italiano                 | Giuseppe Galasso                   |             |
| Napoli - Caserta                              | Federazione dei Verdi                         | Alfonso Pecoraro Scanio            |             |
| Napoli - Caserta                              | La Rete                                       | Giuseppe Gambale                   |             |
| Napoli - Caserta                              | Lista Pannella                                | Elio Vito                          |             |
| Benevento - Avellino - Salerno                | Democrazia Cristiana                          | Ciriaco De Mita                    |             |
| Benevento - Avellino - Salerno                | Democrazia Cristiana                          | Clemente Mastella                  |             |
| Benevento - Avellino - Salerno                | Democrazia Cristiana                          | Paolo Del Mese                     |             |
| Benevento - Avellino - Salerno                | Democrazia Cristiana                          | Giuseppe Gargani                   |             |
| Benevento - Avellino - Salerno                | Democrazia Cristiana                          | Gerardo Bianco                     |             |
| Benevento - Avellino - Salerno                | Democrazia Cristiana                          | Giovanni Zarro                     |             |
| Benevento - Avellino - Salerno                | Democrazia Cristiana                          | Renzo Lusetti                      |             |
| Benevento - Avellino - Salerno                | Democrazia Cristiana                          | Guglielmo Scarlato                 |             |
| Benevento - Avellino - Salerno                | Democrazia Cristiana                          | Ivo Russo                          |             |
| Benevento - Avellino - Salerno                | Partito Socialista Italiano                   | Carmelo Conte                      |             |
| Benevento - Avellino - Salerno                | Partito Socialista Italiano                   | Francesco Tempestini               |             |
| Benevento - Avellino - Salerno                | Partito Socialista Italiano                   | Umberto Del Basso De Caro          |             |
| Benevento - Avellino - Salerno                | Partito Socialista Italiano                   | Francesco Curci                    |             |
| Benevento - Avellino - Salerno                | Partito Socialista Italiano                   | Antonio La Gloria                  |             |
| Benevento - Avellino - Salerno                | Partito Democratico della Sinistra            | Andrea De Simone                   |             |
| Benevento - Avellino - Salerno                | Partito Democratico della Sinistra            | Carmine Nardone                    |             |
| Benevento - Avellino - Salerno                | Movimento Sociale Italiano - Destra Nazionale | Gaetano Colucci                    |             |
| Benevento - Avellino - Salerno                | Partito Socialista Democratico Italiano       | Ferdinando Facchiano               |             |
| Benevento - Avellino - Salerno                | Partito Repubblicano Italiano                 | Italico Santoro                    |             |
| Bari - Foggia                                 | Democrazia Cristiana                          | Vito Lattanzio                     |             |
| Bari - Foggia                                 | Democrazia Cristiana                          | Pino Pisicchio                     |             |
| Bari - Foggia                                 | Democrazia Cristiana                          | Vincenzo Sorice                    |             |
| Bari - Foggia                                 | Democrazia Cristiana                          | Vincenzo Binetti                   |             |
| Bari - Foggia                                 | Democrazia Cristiana                          | Giuseppe Degennaro                 |             |
| Bari - Foggia                                 | Democrazia Cristiana                          | Antonio Matarrese                  |             |
| Bari - Foggia                                 | Democrazia Cristiana                          | Franco Di Giuseppe                 |             |
| Bari - Foggia                                 | Democrazia Cristiana                          | Luigi Farace                       |             |
| Bari - Foggia                                 | Democrazia Cristiana                          | Giovanni Mongiello                 |             |
| Bari - Foggia                                 | Democrazia Cristiana                          | Francesco Cafarelli                |             |
| Bari - Foggia                                 | Partito Socialista Italiano                   | Claudio Lenoci                     |             |
| Bari - Foggia                                 | Partito Socialista Italiano                   | Rino Formica                       |             |
| Bari - Foggia                                 | Partito Socialista Italiano                   | Francesco Borgia                   |             |
| Bari - Foggia                                 | Partito Socialista Italiano                   | Pasquale Diglio                    |             |
| Bari - Foggia                                 | Partito Socialista Italiano                   | Domenico Romano                    |             |
| Bari - Foggia                                 | Partito Democratico della Sinistra            | Fabio Perinei                      |             |
| Bari - Foggia                                 | Partito Democratico della Sinistra            | Alfredo Reichlin                   |             |
| Bari - Foggia                                 | Partito Democratico della Sinistra            | Nicola Colaianni                   |             |
| Bari - Foggia                                 | Movimento Sociale Italiano - Destra Nazionale | Giuseppe Tatarella                 |             |
| Bari - Foggia                                 | Movimento Sociale Italiano - Destra Nazionale | Paolo Agostinacchio                |             |
| Bari - Foggia                                 | Partito della Rifondazione Comunista          | Nicola Vendola                     |             |
| Bari - Foggia                                 | Partito Socialista Democratico Italiano       | Antonio Cariglia                   |             |
| Bari - Foggia                                 | Partito Repubblicano Italiano                 | Giovanni Bonomo                    |             |
| Bari - Foggia                                 | Partito Liberale Italiano                     | Savino Melillo                     |             |
| Bari - Foggia                                 | Federazione dei Verdi                         | Vito Leccese                       |             |
| Lecce - Brindisi - Taranto                    | Democrazia Cristiana                          | Pino Leccisi                       |             |
| Lecce - Brindisi - Taranto                    | Democrazia Cristiana                          | Vincenzo Perrone                   |             |
| Lecce - Brindisi - Taranto                    | Democrazia Cristiana                          | Giuseppe Caroli                    |             |
| Lecce - Brindisi - Taranto                    | Democrazia Cristiana                          | Antonio Lia                        |             |
| Lecce - Brindisi - Taranto                    | Democrazia Cristiana                          | Cosimo Casilli                     |             |
| Lecce - Brindisi - Taranto                    | Democrazia Cristiana                          | Giuseppe Leone                     |             |
| Lecce - Brindisi - Taranto                    | Democrazia Cristiana                          | Salvatore Meleleo                  |             |
| Lecce - Brindisi - Taranto                    | Partito Socialista Italiano                   | Biagio Marzo                       |             |
| Lecce - Brindisi - Taranto                    | Partito Socialista Italiano                   | Claudio Signorile                  |             |
| Lecce - Brindisi - Taranto                    | Partito Socialista Italiano                   | Damiano Poti                       |             |
| Lecce - Brindisi - Taranto                    | Partito Democratico della Sinistra            | Massimo D'Alema                    |             |
| Lecce - Brindisi - Taranto                    | Partito Democratico della Sinistra            | Antonio Bargone                    |             |
| Lecce - Brindisi - Taranto                    | Partito Democratico della Sinistra            | Ernesto Abaterusso                 |             |
| Lecce - Brindisi - Taranto                    | Movimento Sociale Italiano - Destra Nazionale | Adriana Poli Bortone               |             |
| Lecce - Brindisi - Taranto                    | Movimento Sociale Italiano - Destra Nazionale | Carmine Patarino                   |             |
| Lecce - Brindisi - Taranto                    | Partito Socialista Democratico Italiano       | Antonio Bruno                      |             |
| Lecce - Brindisi - Taranto                    | Partito della Rifondazione Comunista          | Pietro Mita                        |             |
| Lecce - Brindisi - Taranto                    | Partito Repubblicano Italiano                 | Gaetano Gorgoni                    |             |
| Potenza - Matera                              | Democrazia Cristiana                          | Angelo Sanza                       |             |
| Potenza - Matera                              | Democrazia Cristiana                          | Emilio Colombo                     |             |
| Potenza - Matera                              | Democrazia Cristiana                          | Pasquale Lamorte                   |             |
| Potenza - Matera                              | Democrazia Cristiana                          | Vincenzo Viti                      |             |
| Potenza - Matera                              | Partito Democratico della Sinistra            | Mario Lettieri                     |             |
| Potenza - Matera                              | Partito Socialista Italiano                   | Nicola Savino                      |             |
| Catanzaro - Cosenza - Reggio Calabria         | Democrazia Cristiana                          | Riccardo Misasi                    |             |
| Catanzaro - Cosenza - Reggio Calabria         | Democrazia Cristiana                          | Carmelo Pujia                      |             |
| Catanzaro - Cosenza - Reggio Calabria         | Democrazia Cristiana                          | Agazio Loiero                      |             |
| Catanzaro - Cosenza - Reggio Calabria         | Democrazia Cristiana                          | Mario Tassone                      |             |
| Catanzaro - Cosenza - Reggio Calabria         | Democrazia Cristiana                          | Pasqualino Biafora                 |             |
| Catanzaro - Cosenza - Reggio Calabria         | Democrazia Cristiana                          | Giuseppe Aloise                    |             |
| Catanzaro - Cosenza - Reggio Calabria         | Democrazia Cristiana                          | Anna Maria Nucci Mauro             |             |
| Catanzaro - Cosenza - Reggio Calabria         | Democrazia Cristiana                          | Leone Manti                        |             |
| Catanzaro - Cosenza - Reggio Calabria         | Democrazia Cristiana                          | Vito Napoli                        |             |
| Catanzaro - Cosenza - Reggio Calabria         | Partito Socialista Italiano                   | Sandro Principe                    |             |
| Catanzaro - Cosenza - Reggio Calabria         | Partito Socialista Italiano                   | Rosario Olivo                      |             |
| Catanzaro - Cosenza - Reggio Calabria         | Partito Socialista Italiano                   | Saverio Zavettieri                 |             |
| Catanzaro - Cosenza - Reggio Calabria         | Partito Socialista Italiano                   | Antonio Mundo                      |             |
| Catanzaro - Cosenza - Reggio Calabria         | Partito Democratico della Sinistra            | Simona dalla Chiesa                |             |
| Catanzaro - Cosenza - Reggio Calabria         | Partito Democratico della Sinistra            | Gerardo Mario Oliverio             |             |
| Catanzaro - Cosenza - Reggio Calabria         | Partito Democratico della Sinistra            | Giancarlo Sitra                    |             |
| Catanzaro - Cosenza - Reggio Calabria         | Partito Democratico della Sinistra            | Giuseppe Soriero                   |             |
| Catanzaro - Cosenza - Reggio Calabria         | Partito della Rifondazione Comunista          | Girolamo Tripodi                   |             |
| Catanzaro - Cosenza - Reggio Calabria         | Partito della Rifondazione Comunista          | Mario Brunetti                     |             |
| Catanzaro - Cosenza - Reggio Calabria         | Partito Socialista Democratico Italiano       | Paolo Bruno                        |             |
| Catanzaro - Cosenza - Reggio Calabria         | Partito Socialista Democratico Italiano       | Paolo Romeo                        |             |
| Catanzaro - Cosenza - Reggio Calabria         | Movimento Sociale Italiano - Destra Nazionale | Raffaele Valensise                 |             |
| Catanzaro - Cosenza - Reggio Calabria         | Partito Liberale Italiano                     | Attilio Santoro                    |             |
| Catanzaro - Cosenza - Reggio Calabria         | Partito Repubblicano Italiano                 | Francesco Nucara                   |             |
| Catania - Messina - Siracusa - Ragusa - Enna  | Democrazia Cristiana                          | Rino Nicolosi                      |             |
| Catania - Messina - Siracusa - Ragusa - Enna  | Democrazia Cristiana                          | Giuseppe Astone                    |             |
| Catania - Messina - Siracusa - Ragusa - Enna  | Democrazia Cristiana                          | Ferdinando Latteri                 |             |
| Catania - Messina - Siracusa - Ragusa - Enna  | Democrazia Cristiana                          | Luigi Foti                         |             |
| Catania - Messina - Siracusa - Ragusa - Enna  | Democrazia Cristiana                          | Salvatore D'Alia                   |             |
| Catania - Messina - Siracusa - Ragusa - Enna  | Democrazia Cristiana                          | Santino Pagano                     |             |
| Catania - Messina - Siracusa - Ragusa - Enna  | Democrazia Cristiana                          | Salvatore Urso                     |             |
| Catania - Messina - Siracusa - Ragusa - Enna  | Democrazia Cristiana                          | Antonio Scavone                    |             |
| Catania - Messina - Siracusa - Ragusa - Enna  | Democrazia Cristiana                          | Orazio Sapienza                    |             |
| Catania - Messina - Siracusa - Ragusa - Enna  | Democrazia Cristiana                          | Antonino Lombardo                  |             |
| Catania - Messina - Siracusa - Ragusa - Enna  | Democrazia Cristiana                          | Giovanni Antoci                    |             |
| Catania - Messina - Siracusa - Ragusa - Enna  | Democrazia Cristiana                          | Benedetto Vincenzo Nicotra         |             |
| Catania - Messina - Siracusa - Ragusa - Enna  | Partito Socialista Italiano                   | Salvo Andò                         |             |
| Catania - Messina - Siracusa - Ragusa - Enna  | Partito Socialista Italiano                   | Nicola Capria                      |             |
| Catania - Messina - Siracusa - Ragusa - Enna  | Partito Socialista Italiano                   | Francesco Barbalace                |             |
| Catania - Messina - Siracusa - Ragusa - Enna  | Partito Socialista Italiano                   | Salvatore Stornello                |             |
| Catania - Messina - Siracusa - Ragusa - Enna  | Partito Socialista Italiano                   | Michele Cortese                    |             |
| Catania - Messina - Siracusa - Ragusa - Enna  | Partito Democratico della Sinistra            | Anna Finocchiaro                   |             |
| Catania - Messina - Siracusa - Ragusa - Enna  | Partito Democratico della Sinistra            | Tano Grasso                        |             |
| Catania - Messina - Siracusa - Ragusa - Enna  | Partito Democratico della Sinistra            | Paolo Monello                      |             |
| Catania - Messina - Siracusa - Ragusa - Enna  | Movimento Sociale Italiano - Destra Nazionale | Vincenzo Trantino                  |             |
| Catania - Messina - Siracusa - Ragusa - Enna  | Movimento Sociale Italiano - Destra Nazionale | Domenico Nania                     |             |
| Catania - Messina - Siracusa - Ragusa - Enna  | La Rete                                       | Claudio Fava                       |             |
| Catania - Messina - Siracusa - Ragusa - Enna  | La Rete                                       | Rino Piscitello                    |             |
| Catania - Messina - Siracusa - Ragusa - Enna  | Partito Repubblicano Italiano                 | Enzo Bianco                        |             |
| Catania - Messina - Siracusa - Ragusa - Enna  | Partito Repubblicano Italiano                 | Salvatore Grillo                   |             |
| Catania - Messina - Siracusa - Ragusa - Enna  | Partito Socialista Democratico Italiano       | Dino Madaudo                       |             |
| Catania - Messina - Siracusa - Ragusa - Enna  | Partito Liberale Italiano                     | Saverio D'Aquino                   |             |
| Catania - Messina - Siracusa - Ragusa - Enna  | Partito della Rifondazione Comunista          | Pancrazio De Pasquale              |             |
| Palermo - Trapani - Agrigento - Caltanissetta | Democrazia Cristiana                          | Calogero Mannino                   |             |
| Palermo - Trapani - Agrigento - Caltanissetta | Democrazia Cristiana                          | Sergio Mattarella                  |             |
| Palermo - Trapani - Agrigento - Caltanissetta | Democrazia Cristiana                          | Mario D'Acquisto                   |             |
| Palermo - Trapani - Agrigento - Caltanissetta | Democrazia Cristiana                          | Salvatore Cardinale                |             |
| Palermo - Trapani - Agrigento - Caltanissetta | Democrazia Cristiana                          | Calogero Corrao                    |             |
| Palermo - Trapani - Agrigento - Caltanissetta | Democrazia Cristiana                          | Vincenzino Culicchia               |             |
| Palermo - Trapani - Agrigento - Caltanissetta | Democrazia Cristiana                          | Vito Riggio                        |             |
| Palermo - Trapani - Agrigento - Caltanissetta | Democrazia Cristiana                          | Angelo La Russa                    |             |
| Palermo - Trapani - Agrigento - Caltanissetta | Democrazia Cristiana                          | Vincenzo Alaimo                    |             |
| Palermo - Trapani - Agrigento - Caltanissetta | Democrazia Cristiana                          | Alberto Alessi                     |             |
| Palermo - Trapani - Agrigento - Caltanissetta | Democrazia Cristiana                          | Giovanni Di Mauro                  |             |
| Palermo - Trapani - Agrigento - Caltanissetta | Democrazia Cristiana                          | Raimondo Maira                     |             |
| Palermo - Trapani - Agrigento - Caltanissetta | Partito Socialista Italiano                   | Giuseppe Reina                     |             |
| Palermo - Trapani - Agrigento - Caltanissetta | Partito Socialista Italiano                   | Salvatore Lauricella               |             |
| Palermo - Trapani - Agrigento - Caltanissetta | Partito Socialista Italiano                   | Antonino Buttitta                  |             |
| Palermo - Trapani - Agrigento - Caltanissetta | La Rete                                       | Leoluca Orlando                    |             |
| Palermo - Trapani - Agrigento - Caltanissetta | La Rete                                       | Alfredo Galasso                    |             |
| Palermo - Trapani - Agrigento - Caltanissetta | La Rete                                       | Gaspare Nuccio                     |             |
| Palermo - Trapani - Agrigento - Caltanissetta | La Rete                                       | Salvatore Pollichino               |             |
| Palermo - Trapani - Agrigento - Caltanissetta | Partito Democratico della Sinistra            | Angelo Lauricella                  |             |
| Palermo - Trapani - Agrigento - Caltanissetta | Partito Democratico della Sinistra            | Pietro Folena                      |             |
| Palermo - Trapani - Agrigento - Caltanissetta | Partito Socialista Democratico Italiano       | Carlo Vizzini                      |             |
| Palermo - Trapani - Agrigento - Caltanissetta | Partito Socialista Democratico Italiano       | Gianfranco Occhipinti              |             |
| Palermo - Trapani - Agrigento - Caltanissetta | Movimento Sociale Italiano - Destra Nazionale | Guido Lo Porto                     |             |
| Palermo - Trapani - Agrigento - Caltanissetta | Partito Repubblicano Italiano                 | Giuseppe Ayala                     |             |
| Palermo - Trapani - Agrigento - Caltanissetta | Partito Liberale Italiano                     | Stefano De Luca                    |             |
| Palermo - Trapani - Agrigento - Caltanissetta | Partito della Rifondazione Comunista          | Federico Guglielmo Lento           |             |
| Cagliari - Sassari - Nuoro - Oristano         | Democrazia Cristiana                          | Mariotto Segni                     |             |
| Cagliari - Sassari - Nuoro - Oristano         | Democrazia Cristiana                          | Angelo Rojch                       |             |
| Cagliari - Sassari - Nuoro - Oristano         | Democrazia Cristiana                          | Bruno Randazzo                     |             |
| Cagliari - Sassari - Nuoro - Oristano         | Democrazia Cristiana                          | Giovanni Boi                       |             |
| Cagliari - Sassari - Nuoro - Oristano         | Democrazia Cristiana                          | Pinuccio Serra                     |             |
| Cagliari - Sassari - Nuoro - Oristano         | Democrazia Cristiana                          | Pietro Soddu                       |             |
| Cagliari - Sassari - Nuoro - Oristano         | Democrazia Cristiana                          | Matteo Piredda                     |             |
| Cagliari - Sassari - Nuoro - Oristano         | Partito Socialista Italiano                   | Emidio Casula                      |             |
| Cagliari - Sassari - Nuoro - Oristano         | Partito Socialista Italiano                   | Giovanni Nonne                     |             |
| Cagliari - Sassari - Nuoro - Oristano         | Partito Socialista Italiano                   | Raffaele Farigu                    |             |
| Cagliari - Sassari - Nuoro - Oristano         | Partito Democratico della Sinistra            | Anna Sanna                         |             |
| Cagliari - Sassari - Nuoro - Oristano         | Partito Democratico della Sinistra            | Gavino Angius                      |             |
| Cagliari - Sassari - Nuoro - Oristano         | Partito Democratico della Sinistra            | Nellino Prevosto                   |             |
| Cagliari - Sassari - Nuoro - Oristano         | Federalismo - Pensionati Uomini Vivi          | Giancarlo Acciaro                  |             |
| Cagliari - Sassari - Nuoro - Oristano         | Partito della Rifondazione Comunista          | Giovanni Sarritzu                  |             |
| Cagliari - Sassari - Nuoro - Oristano         | Partito Repubblicano Italiano                 | Benito Orgiana                     |             |
| Cagliari - Sassari - Nuoro - Oristano         | Movimento Sociale Italiano - Destra Nazionale | Gianfranco Anedda                  |             |
| Cagliari - Sassari - Nuoro - Oristano         | Partito Socialista Democratico Italiano       | Giorgio Carta                      |             |
| Cagliari - Sassari - Nuoro - Oristano         | Partito Liberale Italiano                     | Vittorio Sgarbi                    |             |
| Valle d'Aosta                                 | Lista Valle d'Aosta                           | Luciano Caveri                     |             |
| Trieste                                       | Democrazia Cristiana                          | Sergio Coloni                      |             |
| Trieste                                       | Partito Socialista Italiano                   | Giulio Camber                      |             |
| Trieste                                       | Partito Democratico della Sinistra            | Willer Bordon                      |             |